# Etiäinen
Al folklore finès un Etiäinen és un esperit invocat per un xaman o per una persona en gran perill. Tant pot aparèixer on el xamán vol com trobar a la persona que té un lligam afectiu més gran amb el convocador. Generalment podrà donar un missatge, però estranyament amb gaire detall.
Un Etiäinen també és una premonició: algú pot, per exemple, veure o sentir un membre de la família o un invitat arribar abans que realment arribi. L'Etiäinen sempre imita a la perfecció el que passarà quan la persona real arribi. Una explicació per això és que quan algú està esperant algú altre, la imaginació pot convertir els sons de per exemple un gat o del vent en el soroll de la persona arribant de manera que ens ho faci veure així, i una vegada aquesta persona arriba, recordem la memòria del Etiäinen i creiem que és una premonició en haver sentit el que passaria. Si ningú ve, el possible Etiäinen és oblidat.